# Hauppauge
Hauppauge (uitgesproken als HOP-og) is een dorp (hamlet) op Long Island in de Amerikaanse staat New York. Het dorp behoort tot de gemeenten Islip en Smithtown en is belangrijk voor de regio, omdat de meeste overheidskantoren van Suffolk County er gevestigd zijn. Het nabijgelegen Riverhead is echter de hoofdstad van Suffolk County.
Hauppauge telt 20.882 inwoners.

## Etymologie
De huidige naam is ontleend aan de naam die de Inheemse Amerikanen aan deze locatie gaven en betekent zoet water. De inheemse stammen uit de regio kwamen speciaal naar deze plek om vers water te halen, omdat het dichtstbijzijnde water van Lake Ronkonkoma niet geschikt was voor consumptie.

## Geografie
Hauppauge staat bekend om zijn hoge grondwaterstand en ondergrondse waterbronnen.

## Geschiedenis

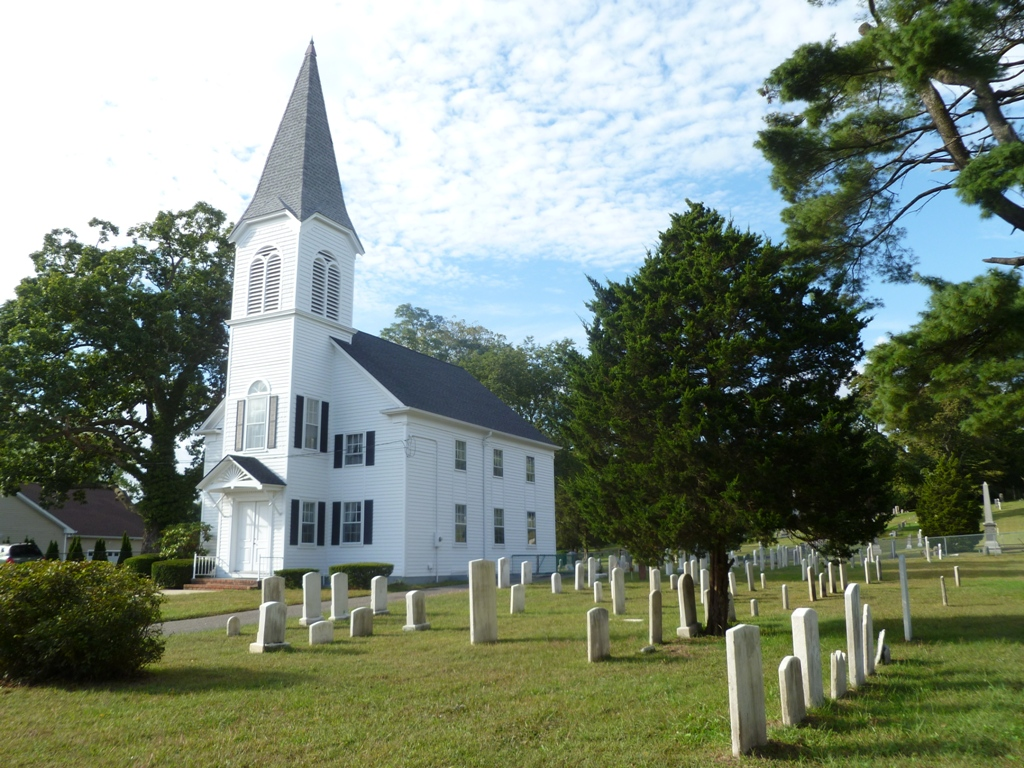
De Hauppauge United Methodist Church uit 1806

Volgens historicus Simeon Wood werd er in 1731 voor het eerst een huis gebouwd in Hauppauge. Dit huis werd later verbouwd tot het landhuis Arbuckle Estate. Het landhuis staat er niet meer, maar de voormalige locatie is tegenwoordig onderdeel van het industrieterrein Hauppauge Industrial Park, gelegen naast de Long Island Motor Parkway (ook wel bekend als de Vanderbilt Parkway) en het wandelpad Old Willets Path. Het werd echter pas echt een dorp toen Thomas Wheeler en zijn gezin in 1753 een huis bouwden, op de hoek van Townline Road en Wheeler Road, en Wheeler zich het gehele stuk land toe-eigende. Hij noemde het dorp naar zichzelf. Pas rond 1860 werd de naam Hauppauge opnieuw in gebruik genomen.
De in 1806 gebouwde Hauppauge Methodist Church staat op een stuk land dat ooit werd afgestaan door de familie Wheeler en is heden ten dage een rijksmonument.
Hauppauge vergaarde bekendheid als routepunt langs de oorspronkelijke King's Highway. Het dorp werd in 1798 gescheiden van Smithtown en Islip toen de zogeheten New Highway (nu: Townline Road) werd aangelegd.

## Scholen
Er zijn verschillende basis-, midden- en middelbare scholen gevestigd in Hauppauge:
- Hauppauge High School
- Hauppauge Middle School
- Bretton Woods Elementary School
- Forest Brook Elementary School
- The Pines Elementary School

## Industrie
Het Hauppauge Industrial Park, aan de rand van het dorp, is het grootste industrieterrein van Long Island. Er zijn meer dan duizend bedrijven gevestigd en meer dan 55.000 mensen werkzaam. De inkomstenbelasting van de bedrijven draagt grotendeels bij aan het instandhouden van de lokale scholen. Bekende bedrijven die op het terrein gevestigd zijn, zijn onder meer Hauppauge Computer Works, Showtime Networks (moederbedrijf van televisiezender Showtime) en Paramount Media Networks (de Amerikaanse tak van Paramount Global).
Voordat het industrieterrein tot stand kwam, stond er een telecommunicatiecentrale van de Mackay Radio and Telegraph Company (later: ITT Corporation). Deze centrale was belangrijk voor de regio en ontving en verstuurde signalen vanuit en naar Europa, Zuid-Amerika en schepen. In 1986 sloot de centrale haar deuren. De straat nabij de voormalige locatie is indirect vernoemd naar de centrale: Wireless Blvd.
Tot 2008 was Reuters Group (moederbedrijf van nieuwsdienst Reuters) op het park gevestigd. Na de aquisitie door Thomson Corporation (nu: Thomson Reuters), verhuisde het bedrijf naar onder meer Times Square in New York en het Verenigd Koninkrijk.

## Verkeer en vervoer

### Spoorlijnen
Er is geen station in Hauppauge. De dichtstbijzijnde stations zijn Central Islip en Smithtown van de Long Island Rail Road.

### Buslijnen
Hauppauge wordt bediend door buslijnen van Suffolk County Transit.

## Media
Er is een lokale nieuwswebsite genaamd Hauppauge Patch. Deze site doet dagelijks verslag van belangrijke gebeurtenissen en lokale sportwedstrijden en evenementen.

## Galerij

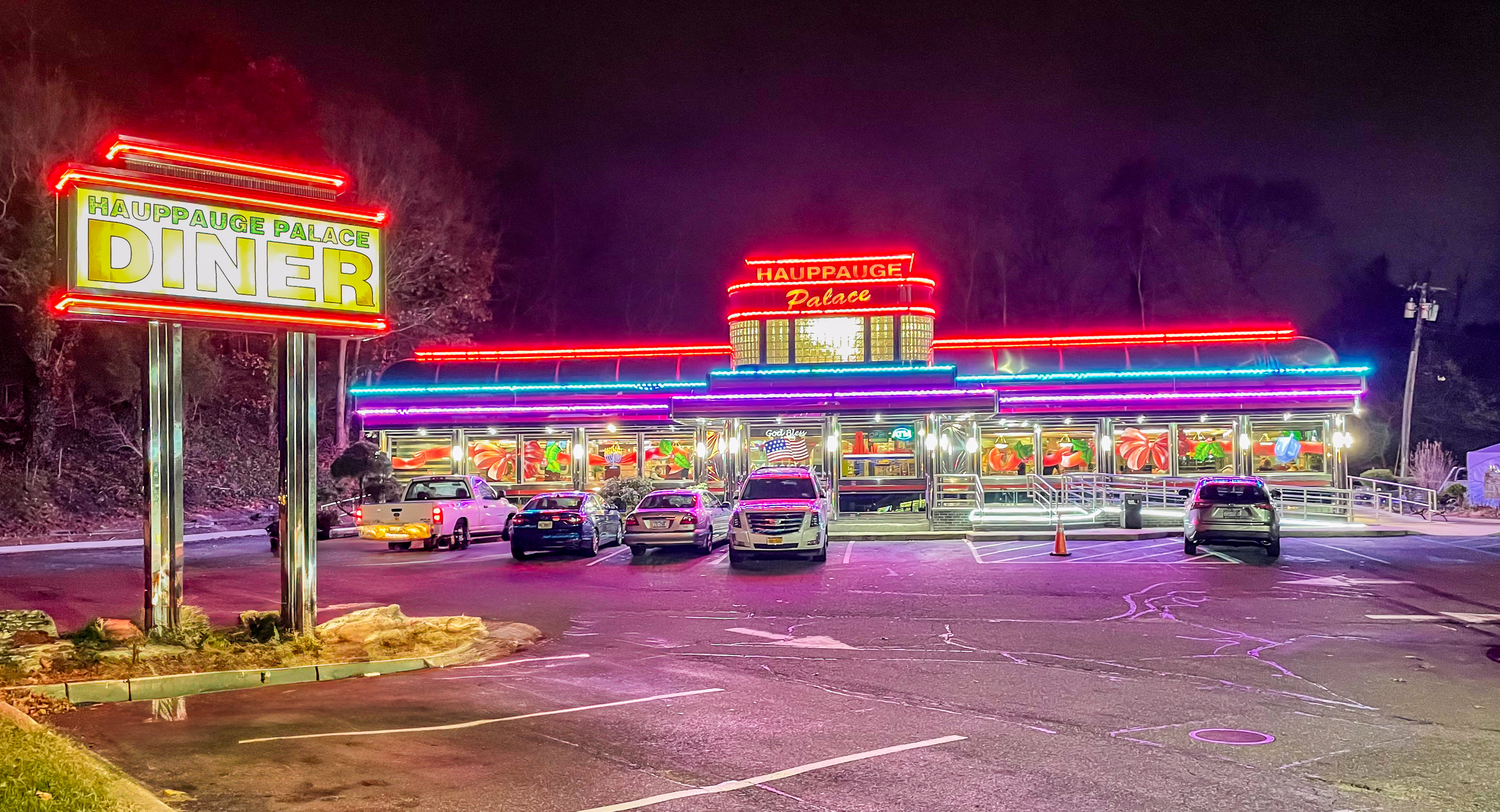
Hauppauge Palace Diner
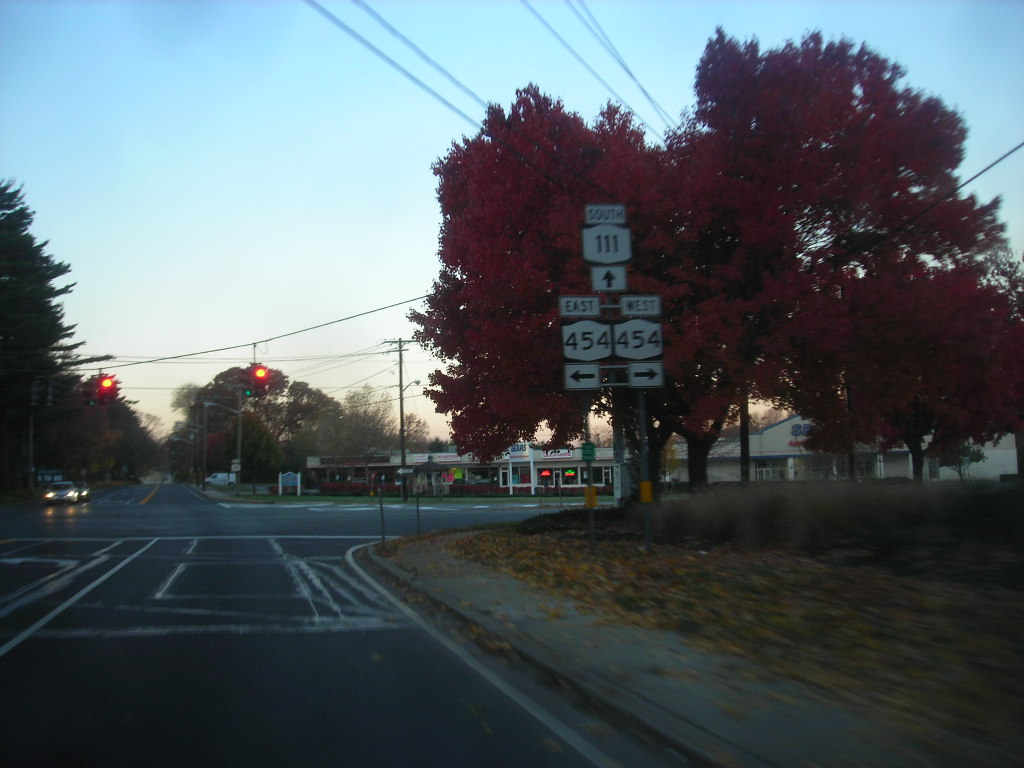
Regionale weg (NY 111S) die Hauppauge doorkruist